# Podachaenium
Podachaenium je rod glavočika iz podtribusa Verbesininae,  dio tribusa Heliantheae.

## Opis
Rod se sastoji od 6 vrsta grmova i drveća raširenih od Meksika na jug do Kolumbije; 3 vrste od 6 su ugrožene, jedna kritično (Podachaenium salvadorense)

## Vrste
1. Podachaenium chiapanum B.L.Turner & Panero (ugrožena)
2. Podachaenium chimalapanum B.L.Turner
3. Podachaenium eminens (Lag.) Sch.Bip.
4. Podachaenium pachyphyllum (Klatt) R.K.Jansen, N.A.Harriman & Urbatsch
5. Podachaenium salvadorense Pruski (kritično ugrožena)
6. Podachaenium standleyi (Steyerm.) B.L.Turner & Panero (ugrožena)

## Sinonimi
- Altamirania Greenm.; Proc. Amer. Acad. Arts 39: 106 (1903)
- Aspiliopsis Greenm.; Contr. Gray Herb. 25: suppl. leaflet (1903)
- Cosmophyllum K.Koch; Index Seminum hort. Berol. 1854: 12 (1854)
- Dicalymma Lem.; Ill. Hort. 2(Misc.): 37 (1855)